# Jules Ladoumègue
Jules Ladoumègue   (Bordeus, 10 de desembre de 1906 - 18è districte de París, 2 de març de 1973) va ser un atleta francès, especialista en curses de mig fons, que va competir durant les dècades de 1920 i 1930. Va gaudir d'una gran popularitat a l'inici de la Gran Depressió, però la seva carrera es va interrompre bruscament quan va ser expulsat de per vida de la pista pels pagaments que va rebre per diverses curses.

## Biografia
Començà a destacar el 1926, quan encara era adolescent, en acabar tercer en el campionat francès dels 5.000 metres. El 1928, entrenat per Charles Poulenard, va millorar les seves marques de manera considerable i guanyà els campionats de París i de França. Era un dels favorits a la victòria en la cursa dels 1.500 metres dels Jocs Olímpics d'Estiu d'Amsterdam, però finalment acabà segon rere el finlandès Harri Larva.
Entre 1930 i 1931 va millorar sis rècords mundials en distàncies que van des dels 1.000  metres fins als 2.000  metres. L'octubre de 1930 va millorar el rècord del món dels 1.500 metres en poder d'Otto Peltzer en córrer la distància en 3'49.2", primer atleta que baixava dels 3' 50". Pocs dies després va millorar el rècord del món dels 1.000 metres amb un temps de 2' 23,6". El 1931 va millorar el rècord del món dels 2.000 metres amb un temps de 5' 21,8". Deu dies més tard va millorar el rècord mundial de les 2000 iardes amb un temps de 4' 52". Al setembre millora el rècord mundial dels tres quarts de milla i el 4 d'octubre de 1931 va millor el rècord mundial de la milla en córrer en 4' 09.2".
A finals de 1931 va ser suspès per la Federació Francesa de per vida perquè suposadament havia rebut premis per diverses de les seves carreres, cosa incompatible amb l'atletisme, considerat un esport amateur.